# 韩庄乡 (保定市)
韩庄乡，是中华人民共和国河北省保定市莲池区下辖的一个乡镇级行政单位。1962年。当地发现了西夏文石幢。

## 行政区划
韩庄乡下辖以下地区：
王庄村、杨村、任庄村、冯庄村、王西良村、陈庄村、店上村、东良村、留守坟村、谭庄村、卢庄村、徐庄村、河西营村、田西良村、北八里庄村、韩庄村、河北村、徐河桥村、北高庄村和大西良村。